# Lupogliano
Lupogliano (in croato Lupoglav; in veneto Łupojan) è un comune croato di 935 abitanti dell'Istria nord-orientale.

## Località
Il comune di Lupogliano è diviso in 8 insediamenti (naselja):
| - Aurania [Vragna] (Vranja) - Bogliuno (Boljun), vecchia sede comunale ai tempi austriaci e italiani - Lesichine (Lesišćina) - Lupogliano (Lupoglav), sede comunale - Mandici [“Piana di Bogliuno”] (Boljunsko Polje) - Olmeto di Bogliuno (Brest pod Učkom) - Semi (Semić) - Villabassa (Dolenja Vas) |

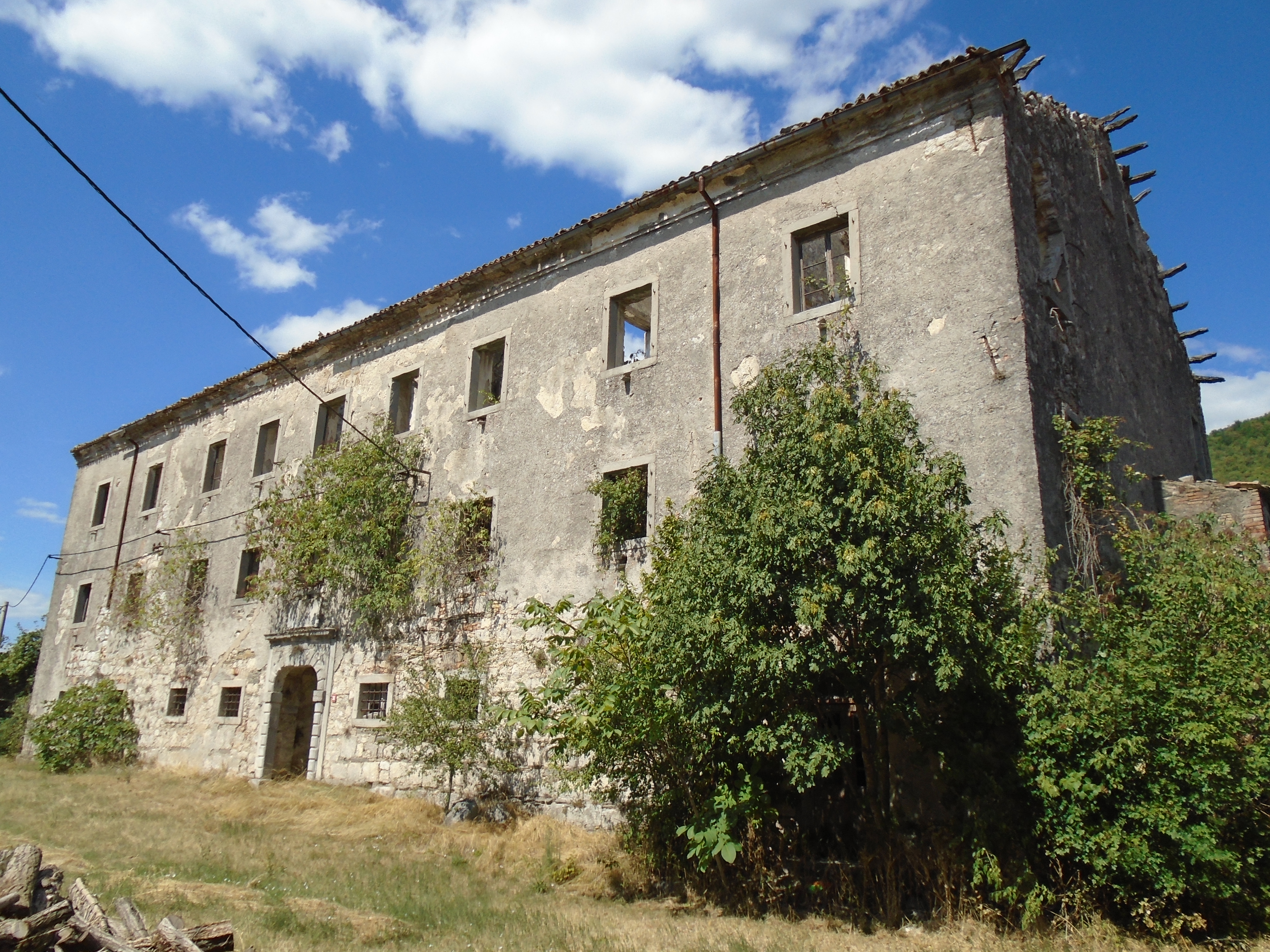
Castello di Brigido in Lupogliano

## Società

### La presenza autoctona di italiani
È presente una comunità di italiani autoctoni che rappresentano una minoranza residuale di quelle popolazioni italofone che abitarono per secoli la penisola dell'Istria e le coste e le isole del Quarnaro e della Dalmazia, territori che appartennero alla Repubblica di Venezia. La presenza degli italiani a Lupogliano è drasticamente diminuita in seguito all'esodo giuliano dalmata, che avvenne dopo la seconda guerra mondiale e che fu anche cagionato dai "massacri delle foibe".

### Lingue e dialetti
| %      | Ripartizione linguistica (gruppi principali) |
| ------ | -------------------------------------------- |
| 98,82% | madrelingua croata                           |
| 0,32%  | madrelingua italiana                         |

| %      | Ripartizione linguistica (gruppi principali) |
| ------ | -------------------------------------------- |
| 98,38% | madrelingua croata                           |
| 0,32%  | madrelingua italiana                         |